# Запис крст у Шошанићима (Брезна)
Запис крст у Шошанићима (Брезна) се налази на парцели чији је власник Јавно предузеће "Србијашуме".

## Локација
| Општина             | Краљево                                                                     |
| Катастарска општина | Брезна                                                                      |
| Потес               | Шошанићи                                                                    |
| Координате          | 43° 34′ 44″ С; 20° 40′ 27″ И / 43.578899999999997° С; 20.674199999999999° И |
| Надморска висина    | 800m                                                                        |

## Карактеристике
Дендрометријске вредности утврђене на терену и сателитским снимцима:
| Стабло                     | Дрвени крст |
| Висина стабла              | m           |
| Обим дебла                 | m           |
| Пречник крошње             | 0m          |
| Пречник дебла              | m           |
| Висина дебла до прве гране | m           |

## База записа
Запис је у оквиру Викимедија пројекта "Запис - Свето дрво" заведен под редним бројем 0501.